# Omeya Lundqvist-Simbizi
Omeya Lundqvist-Simbizi, folkbokförd som Oméya Toutou Alina Lundqvist Simbizi, född 5 april 2003 i Stockholm, är en svensk skådespelerska. Hon spelar bland annat rollen som Ines i TV-serien Morden i Sandhamn, där hon har medverkat i totalt två avsnitt.
Simbizi tog kandidatexamen i skådespeleri vid Högskolan för scen och musik i Göteborg 2024. På scen har hon spelat i Voice på Angereds teater (2024) och Herr Klex akademi på Riksteatern (2025).

## Filmografi (i urval)
- 2017 – Gåsmamman (TV-serie)
- 2020 – Dejta (TV-serie)
- 2020 – Morden i Sandhamn (TV-serie)
- 2021 – Dör för dig (TV-serie)
- 2021 – Håll andan! (TV-serie)
- 2021 – Dör för dig (filmversionen)
- 2022 – Nattryttarna (TV-serie)
- 2023 – Sjölyckan (TV-serie)